# (9956) Castellaz
(9956) Castellaz (1991 TX4) – planetoida z grupy pasa głównego asteroid okrążająca Słońce w ciągu 3,3 lat w średniej odległości 2,21 j.a. Odkryta 5 października 1991 roku.